# Свобода (Конотопський район)
Свобо́да — село в Україні, у Новослобідській сільській громаді Конотопського району Сумської області. Населення становить 23 осіб. До 2017 орган місцевого самоврядування — Новослобідська сільська рада.

## Географія
Село Свобода знаходиться близько великого масиву іригаційних каналів. На відстані 2,5 км розташовані села Бруски, Бувалине, Нова Слобода і Бунякине.

## Історія
12 червня 2020 року, відповідно до розпорядження Кабінету Міністрів України № 723-р «Про визначення адміністративних центрів та затвердження територій територіальних громад Сумської області», село увійшло до складу Новослобідської сільської громади.
19 липня 2020 року, в результаті адміністративно-територіальної реформи та ліквідації Путивльського району, увійшло до складу новоутвореного Конотопського району.

#### Російське вторгнення в Україну (з 2022)
16 липня 2024 року російські війська обстріляли село. Зафіксовано 1 вибух, ймовірно скид НВП з БПЛа.  
10 серпня 2024 року село знову зазнало ворожих російських атак. Як повідомили в Оперативному командуванні "Північ" зафіксовано 2 обстріли: 4 вибухи, ймовірно міномет 120 мм. 
17 серпня 2024 року оперативне командування «Північ» повідомило про обстріли Сумської області. Серед постраждалих населених пунктів село Свобода – 1 вибух, ймовірно ФПВ-дрон.  
26 серпня 2024 року російські загарбники продовжували обстрілювати прикордонні території Сумської області. Зокрема в селі було зафіксовано 2 обстріли: 2 вибухи, ймовірно ФПВ-дрон.      